# La Genèse (bande dessinée, 2009)
Pour les articles homonymes, voir Genèse (homonymie).
La Genèse (The Book of Genesis) est une adaptation en bande dessinée de la Genèse réalisée par l'auteur américain Robert Crumb d'après la traduction de Robert Bernard Alter et publiée en octobre 2009 par W. W. Norton & Company. La traduction française est sortie simultanément chez Denoël Graphic. L'ouvrage a valu à son auteur l'Harvey Award du meilleur dessinateur 2010.
La Genèse a été en tête des ventes de bandes dessinées reliées aux États-Unis du 11 octobre 2009 au 31 janvier 2010 (16 semaines consécutives) puis du 15 au 28 février. L'album est resté 29 semaines consécutives dans le top 10. En 2011, il avait été traduit en onze langues, dont six dès 2009.

## Publications
Éditions en langue anglaise
- (en) The Book of Genesis, New York : W.W. Norton, 2009.
- (en) The Genesis illustrated, Londres : Jonathan Cape, 2009.

Traductions
- (da) Verdens skabelse, Carlsen : i samarbejde med Bibelselskabets Forlag, 2009.
- (fr) La Genèse (trad. Liliane Sztajn), Paris : Denoël Graphic, 2009.
- (de) Robert Crumbs Genesis (trad. Michael Groenewald), Hambourg : Carlsen, 2009.
- (es) Génesis, Barcelone : La Cúpula, 2009.
- (nl) Het boek Genesis (trad. Nicolaas Matsier), Amsterdam : De Harmonie / OOg & Bilk et Anvers : Vrijdag, 2009.
- (su) Första Moseboken (trad. Rolf Classon et Klara Möller Norén), Stockholm : Kartago, 2009.
- (he) ספר בראשית (Genèse), Tel Aviv : Am Oved, 2010.
- (no) Genesis : Første Mosebok, [Oslo :] Schibsted, 2010.
- (pl) Księga Genesis (trad. Przemysław Piekarski), Cracovie : Wydawnictwo Literackie, 2010.
- (it) Il libro della Genesi illustrato (trad. Daniele Brolli), Milan : Mondadori, 2011.
- (ja) 旧約聖書 : 創世記編 (Kyūyaku seisho : Sōseikihen), [Tōkyō] : Seizansha, 2011.

### Documentation
- (en) Robert Crumb (int. Gary Groth), « R. Crumb: The Genesis Interview », dans The Comics Journal n°301, Seattle : Fantagraphics, février 2011, p 17-70.  (ISBN 9781606992913)
- (en) Rick Marschall, Donald Phels, Robert Stanley Martin, Jeet Heer, Tim Hodler, Alexander Theroux et Kenneth R. Smith, « Roundtable: The Book of Genesis Illustrated by R. Crumb », dans The Comics Journal n°301, Seattle : Fantagraphics, février 2011.  (ISBN 9781606992913)